# Гумільов Микола Степанович
Гумільов Микола Степанович (рос. Никола́й Степа́нович Гумилёв, 15 квітня 1886, Кронштадт, Російська імперія — †26 серпня 1921, під Петроградом, РРФСР) — російський поет, представник акмеїзму. Чоловік Анни Ахматової, 5 серпня 1918 року розлучився з нею. Батько Лева Гумільова.

## Біографія
М. С. Гумільов народився у м. Кронштадті в сім'ї військового лікаря. У 1906 році отримав атестат про закінчення Миколаївської царкосельскої гімназії. У 1905 році побачив світ перший збірник поета «Шлях конкістадорів», що звернув на себе увагу В. Я. Брюсова.
У 1903 році познайомився з гімназисткою А.Горенко (майбутньою Анною Ахматовою).
У 1907 році Гумільов їде в Париж для продовження освіти в Сорбонні, де слухає лекції з французької літератури. Він з інтересом стежить за мистецьким життям Франції, видає журнал «Сіріус». У Парижі в 1908 році виходить друга збірка Гумільова «Романтичні квіти».
З вересня 1909 Гумільов став слухачем історико-філологічного факультету Петербурзького університету. У 1910 році вийшла збірка «Перли» з присвятою «вчителю» — В. Я. Брюсову.
25 квітня 1910 року в селі Микільська слобідка (зараз — лівий берег Києва) в Миколаївській церкві обвінчався з Анною Ахматовою. Їхній шлюб проіснував до 5 серпня 1918 року.
Брав участь у Першій світовій війні.
На початку 1920-х належав до об'єднання літераторів «Серапіонові брати» (до групи входили Корній Чуковський, Борис Ейхенбаум та інші).
Заарештований чекістами 3 серпня 1921 року. Розстріляний 26 серпня того ж року під Петроградом.
На його честь названо астероїд 4556 Гумільов.

## Творчість
Його творчість позначена впливом неоромантизму. Як теоретик і практик акмеїзму приділяв велику увагу проблемам поетичної майстерності та техніки віршування.
Восени 1911 року створюється «Цех поетів», що маніфестує свою автономію від символізму і створення власної естетичної програми (стаття Гумільова «Спадщина символізму і акмеїзм») Першим акмеїстичним твором вважали поему Гумільова «Блудний син» (1911). У цей час за Гумільовим міцно закріпилася репутація «майстра».
Весною 1913 р. як начальник експедиції від Академії Наук Гумільов виїджає на півроку до Африки (для поповнення колекції етнографічного музею), веде шляховий щоденник. На початку Першої світової війни М.Гумільов, людина дії, вступає добровольцем в уланський полк і отримує за хоробрість два Георгіївські хрести. У «Біржових відомостях» в 1915 р. публікуються його «Записки кавалериста».
У 1918 році, після повернення до Росії, Гумільов інтенсивно працює як перекладач, готуючи для видавництва «Всесвітня література» епос про Гільгамеша, вірші французьких і англійських поетів. Пише декілька п'єс, видає книги віршів «Вогнище» (1918), «Порцеляновий павільйон» (1918). У 1921 виходить остання книга Гумільова, на думку багатьох дослідників, — найкраща зі всіх, ним створених, — «Вогненний стовп».

## Арешт і загибель
3 серпня 1921 року Гумільова арештували за підозрою в участі в антибільшовистській «Петроградській бойовій організації В. Н. Таганцева». Декілька днів Михайло Лозінський і Микола Оцуп намагалися виручити друга, але, попри це, незабаром поета розстріляли.

## Вплив на літературу
Діяльність Гумільова зі створення формалізованих «шкіл поетичної майстерності» ("Цех поетів", "Студія живого слова" та ін.) до якої скептично ставилися багато сучасників, виявилася дуже плідною. Його учні — Георгій Адамович, Георгій Іванов, Ірина Одоевцева, Микола Оцуп, Всеволод Рождественський, Микола Тихонов та інші — стали помітними творчими індивідуальності. Створений ним акмеїзм, що привернув такі найбільші таланти епохи, як Анна Ахматова і Осип Мандельштам, став цілком життєздатним творчим методом. Значний вплив Гумільова і на емігрантську, і (як через Тихонова, так і безпосередньо) на радянську поезію (в останньому випадку — не дивлячись на напівзаборонених його імені, а багато в чому і завдяки цій обставині). Так, учні Гумільова вважали себе не знайомими з ним особисто[джерело?].